# Cheltenham and Gloucester Trophy 2003
Der Cheltenham and Gloucester Trophy 2003 war die 42. Austragung des nationalen List-A-Cricket-Wettbewerbes über 50 Over in England. Der Wettbewerb wurde zwischen dem 29. August 2002 und 30. August 2003 durch die 18 englischen First-Class-Countys, 21 Minor Counties, 17 Cricket-Board-Auswahlmannschaften sowie Schottland, Niederlande, Dänemark und Irland ausgetragen. Gewinner waren die Gloucestershire.

## Format
Die 54 Mannschaften spielten im Play-off-Modus den Sieger aus.

## Resultate

### 1. Runde
| 29. August 2002 Scorecard | Luton | Bedfordshire 169-2 (26.1)          | – | Hertfordshire 167 (45.4) |
|                           |       | Bedfordshire gewinnt mit 8 Wickets |   |                          |

| 29. August 2002 Scorecard | Finchampstead | Berkshire 114-6 (27)            | – | Irland 113 (35) |
|                           |               | Berkshire gewinnt mit 4 Wickets |   |                 |

| 29. August 2002 Scorecard | Dinton | Buckinghamshire 424-5 (50)           | – | Suffolk 194 (40) |
|                           |        | Buckinghamshire gewinnt mit 230 Runs |   |                  |

| 29. August 2002 Scorecard | Toft | Cheshire 230-5 (50)          | – | Huntingdonshire 218 (49) |
|                           |      | Cheshire gewinnt mit 12 Runs |   |                          |

| 29./30. August 2002 Scorecard | Cambrone | Cornwall 301-8 (50)         | – | Somerset Cricket Board 299 (50) |
|                               |          | Cornwall gewinnt mit 2 Runs |   |                                 |

| 29. August 2002 Scorecard | Kewsick | Cumberland 280-5 (50)          | – | Nottinghamshire Cricket Board 194 (50) |
|                           |         | Cumberland gewinnt mit 86 Runs |   |                                        |

| 29. August 2002 Scorecard | Bristol | Gloucestershire Cricket Board 273-8 (50) | – | Surrey Cricket Board 290-4 (50) |
|                           |         | Surrey Cricket Board gewinnt mit 17 Runs |   |                                 |

| 29. August 2002 Scorecard | Winchester | Hampshire Cricket Board 280-6 (50)          | – | Wiltshire 196 (41.4) |
|                           |            | Hampshire Cricket Board gewinnt mit 84 Runs |   |                      |

| 29. August 2002 Scorecard | Cossington | Leicestershire Cricket Board 253-6 (46.1)          | – | Dänemark 249-6 (50) |
|                           |            | Leicestershire Cricket Board gewinnt mit 4 Wickets |   |                     |

| 29. August 2002 Scorecard | Southgate | Middlesex Cricket Board 239-9 (50)          | – | Derbyshire Cricket Board 201 (47.5) |
|                           |           | Middlesex Cricket Board gewinnt mit 38 Runs |   |                                     |

| 29. August 2002 Scorecard | Northampton | Northamptonshire Cricket Board 176 (43.2)   | – | Yorkshire Cricket Board 233-8 (50) |
|                           |             | Yorkshire Cricket Board gewinnt mit 57 Runs |   |                                    |

| 29. August 2002 Scorecard | Banbury | Oxfordshire 198 (48.2)                       | – | Lancashire Cricket Board 229-8 (50) |
|                           |         | Lancashire Cricket Board gewinnt mit 31 Runs |   |                                     |

| 29. August 2002 Scorecard | Coventry | Warwickshire Cricket Board 203 (47.5) | – | Herefordshire 276-6 (50) |
|                           |          | Herefordshire gewinnt mit 73 Runs     |   |                          |

| 29. August 2002 Scorecard | Kidderminster | Worcestershire Cricket Board 228-5 (46)            | – | Dorset 227 (49.4) |
|                           |               | Worcestershire Cricket Board gewinnt mit 5 Wickets |   |                   |

### 2. Runde
| 12. September 2002 Scorecard | Luton | Bedfordshire 97-0 (15.3)            | – | Niederlande 96 (34.4) |
|                              |       | Bedfordshire gewinnt mit 10 Wickets |   |                       |

| 12. September 2002 Scorecard | Reading | Berkshire 123-4 (27.1)          | – | Northamptonshire 119 (40.5) |
|                              |         | Berkshire gewinnt mit 6 Wickets |   |                             |

| 12. September 2002 Scorecard | Beaconsfield | Buckinghamshire 160 (49.5)          | – | Shropshire 149 (48.5) |
|                              |              | Buckinghamshire gewinnt mit 11 Runs |   |                       |

| 12. September 2002 Scorecard | Neston | Cheshire 277-8 (50)             | – | Lincolnshire 281-7 (50) |
|                              |        | Lincolnshire gewinnt mit 4 Runs |   |                         |

| 12. September 2002 Scorecard | Exmouth | Devon 285-6 (50)           | – | Cumberland 158 (43.5) |
|                              |         | Devon gewinnt mit 127 Runs |   |                       |

| 12. September 2002 Scorecard | Darlington | Durham Cricket Board 274-8 (50)          | – | Herefordshire 224 (47.2) |
|                              |            | Durham Cricket Board gewinnt mit 50 Runs |   |                          |

| 12. September 2002 Scorecard | Chelmsford | Essex Cricket Board 302-8 (50)          | – | Surrey Cricket Board 253 (45.5) |
|                              |            | Essex Cricket Board gewinnt mit 49 Runs |   |                                 |

| 12. September 2002 Scorecard | Winchester | Hampshire Cricket Board 144 (36.4) | – | Staffordshire 249-6 (50) |
|                              |            | Staffordshire gewinnt mit 105 Runs |   |                          |

| 12. September 2002 Scorecard | Maidstone | Kent Cricket Board 176-3 (40.4)          | – | Leicestershire Cricket Board 175 (47.4) |
|                              |           | Kent Cricket Board gewinnt mit 7 Wickets |   |                                         |

| 12. September 2002 Scorecard | Southgate | Middlesex Cricket Board 194 (44)     | – | Cambridgeshire 200-3 (44.3) |
|                              |           | Cambridgeshire gewinnt mit 7 Wickets |   |                             |

| 12. September 2002 Scorecard | Jesmond | Northumberland 352 (49.4)           | – | Yorkshire Cricket Board 226 (47.1) |
|                              |         | Northumberland gewinnt mit 126 Runs |   |                                    |

| 12./13. September 2002 Scorecard | Aberdeen | Schottland 177-7 (42.4)          | – | Lancashire Cricket Board 175-7 (50) |
|                                  |          | Schottland gewinnt mit 3 Wickets |   |                                     |

| 12. September 2002 Scorecard | Sully | Wales Minor Counties 224 (48.2) | – | Cornwall 248-7 (50) |
|                              |       | Cornwall gewinnt mit 24 Runs    |   |                     |

| 12. September 2002 Scorecard | Kidderminster | Worcestershire Cricket Board 227-4 (43.5)          | – | Sussex Cricket Board 225 (48.5) |
|                              |               | Worcestershire Cricket Board gewinnt mit 6 Wickets |   |                                 |

### 3. Runde
| 7. Mai 2003 Scorecard | Luton | Bedfordshire 218-9 (50)          | – | Warwickshire 223-8 (50) |
|                       |       | Warwickshire gewinnt mit 15 Runs |   |                         |

| 7. Mai 2003 Scorecard | Reading | Berkshire 110 (44.2)         | – | Durham 111-2 (23) |
|                       |         | Durham gewinnt mit 8 Wickets |   |                   |

| 7. Mai 2003 Scorecard | Wing | Buckinghamshire 77 (25.1)            | – | Gloucestershire 401-7 (50) |
|                       |      | Gloucestershire gewinnt mit 324 Runs |   |                            |

| 7. Mai 2003 Scorecard | March | Cambridgeshire 214-8 (50)     | – | Yorkshire 299-5 (50) |
|                       |       | Yorkshire gewinnt mit 85 Runs |   |                      |

| 7. Mai 2003 Scorecard | Truro | Cornwall 140 (46.1)        | – | Kent 141-5 (38.4) |
|                       |       | Kent gewinnt mit 5 Wickets |   |                   |

| 7. Mai 2003 Scorecard | Exmouth | Devon 180 (49.1)                 | – | Lancashire 182-1 (40.4) |
|                       |         | Lancashire gewinnt mit 9 Wickets |   |                         |

| 7. Mai 2003 Scorecard | Darlington | Durham Cricket Board 226 (47.4) | – | Glamorgan 312-9 (50) |
|                       |            | Glamorgan gewinnt mit 86 Runs   |   |                      |

| 7. Mai 2003 Scorecard | Chelmsford | Essex Cricket Board 273 (49.3) | – | Essex 315-6 (50) |
|                       |            | Essex gewinnt mit 42 Runs      |   |                  |

| 7. Mai 2003 Scorecard | Southampton | Hampshire 213-7 (50)         | – | Sussex 214-6 (49.3) |
|                       |             | Sussex gewinnt mit 4 Wickets |   |                     |

| 7. Mai 2003 Scorecard | Canterbury | Kent Cricket Board 128 (45.2)   | – | Derbyshire 299-5 (50) |
|                       |            | Derbyshire gewinnt mit 171 Runs |   |                       |

| 7. Mai 2003 Scorecard | Lincoln | Lincolnshire 279-7 (50)               | – | Nottinghamshire 280-6 (48.1) |
|                       |         | Nottinghamshire gewinnt mit 4 Wickets |   |                              |

| 7. Mai 2003 Scorecard | Northampton | Northamptonshire 188 (48.4)   | – | Middlesex 214-7 (50) |
|                       |             | Middlesex gewinnt mit 26 Runs |   |                      |

| 7. Mai 2003 Scorecard | Jesmond | Northumberland 92 (25.4)           | – | Leicestershire 182-9 (50) |
|                       |         | Leicestershire gewinnt mit 90 Runs |   |                           |

| 7. Mai 2003 Scorecard | Edinburgh | Schottland 138-9 (50)           | – | Somerset 142-0 (19.2) |
|                       |           | Somerset gewinnt mit 10 Wickets |   |                       |

| 7. Mai 2003 Scorecard | Stone | Staffordshire 264-4 (50)  | – | Surrey 273 (49.3) |
|                       |       | Surrey gewinnt mit 9 Runs |   |                   |

| 7. Mai 2003 Scorecard | Worcester | Worcestershire Cricket Board 141-9 (50) | – | Worcestershire 311-4 (50) |
|                       |           | Worcestershire gewinnt mit 170 Runs     |   |                           |

### 4. Runde
| 28. Mai 2003 Scorecard | Chester-le-Street | Durham 86 (26.3)                | – | Lancashire 229-9 (50) |
|                        |                   | Lancashire gewinnt mit 143 Runs |   |                       |

| 28. Mai 2003 Scorecard | Cardiff | Glamorgan 248-9 (50)             | – | Derbyshire 251-3 (41.1) |
|                        |         | Derbyshire gewinnt mit 7 Wickets |   |                         |

| 28. Mai 2003 Scorecard | Canterbury | Kent 194-47.4 (50)                    | – | Gloucestershire 195-5 (45.4) |
|                        |            | Gloucestershire gewinnt mit 5 Wickets |   |                              |

| 28. Mai 2003 Scorecard | Leicester | Leicestershire 258-9 (50)          | – | Nottinghamshire 159 (40.2) |
|                        |           | Leicestershire gewinnt mit 99 Runs |   |                            |

| 28. Mai 2003 Scorecard | London (Lord’s) | Middlesex 258-8 (50)          | – | Sussex 241-8 (50) |
|                        |                 | Middlesex gewinnt mit 17 Runs |   |                   |

| 28. Mai 2003 Scorecard | Taunton | Somerset 275-9 (50)       | – | Surrey 281-6 (50) |
|                        |         | Surrey gewinnt mit 6 Runs |   |                   |

| 28. Mai 2003 Scorecard | Birmingham | Warwickshire 257-7 (49.1)          | – | Essex 256-5 (50) |
|                        |            | Warwickshire gewinnt mit 3 Wickets |   |                  |

| 28. Mai 2003 Scorecard | Worcester | Worcestershire 244-8 (50)          | – | Yorkshire 177 (41.1) |
|                        |           | Worcestershire gewinnt mit 67 Runs |   |                      |

### Viertelfinale
| 10./11. Juni 2003 Scorecard | Leicester | Leicestershire 141 (43.5)          | – | Worcestershire 216-8 (50) |
|                             |           | Worcestershire gewinnt mit 75 Runs |   |                           |

| 11. Juni 2003 Scorecard | Derby | Derbyshire 271 (50)             | – | Surrey 134 (33.4) |
|                         |       | Derbyshire gewinnt mit 137 Runs |   |                   |

| 11. Juni 2003 Scorecard | Manchester | Lancashire 252-7 (50)          | – | Middlesex 195 (49.1) |
|                         |            | Lancashire gewinnt mit 57 Runs |   |                      |

| 11. Juni 2003 Scorecard | Birmingham | Warwickshire 204 (47.4)               | – | Gloucestershire 206-5 (40.5) |
|                         |            | Gloucestershire gewinnt mit 5 Wickets |   |                              |

### Halbfinale
| 7. August 2003 Scorecard | Bristol | Gloucestershire 221-9 (45.5)         | – | Derbyshire 219 (49.3) |
|                          |         | Gloucestershire gewinnt mit 1 Wicket |   |                       |

| 9. August 2003 Scorecard | Worcester | Worcestershire 254-5 (50)         | – | Lancashire 248-9 (50) |
|                          |           | Worcestershire gewinnt mit 6 Runs |   |                       |

### Finale
| 30. August 2003 Scorecard | London (Lord’s) | Gloucestershire 150-3 (20.3)          | – | Worcestershire 149 (46.3) |
|                           |                 | Gloucestershire gewinnt mit 7 Wickets |   |                           |